# Arbutus occidentalis
Arbutus occidentalis (лат.) — небольшое дерево или кустарник, вид рода Земляничное дерево (Arbutus) Вересковые (Ericaceae). Эндемик Мексики, известно лишь в некоторых районах Западной Мексики, где растёт на каменистых склонах. Его красные съедобные ягоды служат ценным кормом для диких животных.

## Описание
Arbutus occidentalis — невысокий кустарник высотой 0,25-1 м. Местами образует колонии шириной более 1,8 м. Ветви покрыты тонкой красной корой. Листья длиной 3-6 см и шириной 1-2 см, по краям — зубчатые. Красные мясистые плоды, диаметром около 13 мм.

### Разновидности
Две формы Arbutus occidentalis ранее различали как региональные разновидности этого вида:
- Arbutus occidentalis var. occidentalis — с почти гладкими листьями, встречается в Центральной Мексике, от Дуранго до Халиско в горной системе Западная Сьерра-Мадре.
- Arbutus occidentalis var. villosa — листья обильно покрыты снизу пушистыми ворсинками, встречается южнее, от Мичоакана до Оахаки, в горах Южной Сьерра-Мадре.

## Распространение и местообитание
Arbutus occidentalis — эндемик Мексики. Встречается в горных регионах от Чиуауа до Оахаки. Произрастает в сосновых лесах, на вершинах скал и крутых скалистых склонах.